# Flugplatz Bayanga

i7
i11
i13
Der Flugplatz Bayanga (französisch Aérodrome de Bayanga) ist der Flugplatz von Bayanga, einer Stadt in der Wirtschaftspräfektur Sangha-Mbaéré im Südwesten der Zentralafrikanischen Republik.
Der Flugplatz liegt direkt nördlich der Stadt auf einer Höhe von etwa 415 m. Seine Start- und Landebahn ist unbefestigt und verfügt nicht über eine Befeuerung. Der Flugplatz kann nur tagsüber und nur nach Sichtflugregeln angeflogen werden.